# Julien Henri Martin
Julien Henri Martin (Luik, 20 oktober 1900 – Maastricht, 10 augustus 1980) was burgemeester van Eygelshoven en Hoensbroek.
Na de middelbare school ging hij in september 1917 (dus op 16-jarige leeftijd) als klerk werken bij de gemeente Nijmegen. Vanaf 1920 was Martin als ambtenaar ter secretarie werkzaam bij de gemeente Oss en een jaar later trad hij in dienst bij de gemeente Tubbergen waar hij begon als redacteur en het bracht tot eerste ambtenaar. Eind 1928 volgde zijn benoeming tot burgemeester van Eygelshoven. Martin werd in 1934 benoemd tot burgemeester van Hoensbroek. Eind 1943 werd hij echter ontslagen waarna Hoensbroek een NSB-burgemeester kreeg. Na de bevrijding in 1944 keerde Martin terug maar rond januari 1945 werd hij tijdelijk uit zijn functie gezet om klachten te onderzoeken. Daarna kon hij aanblijven tot zijn pensionering in 1965. Hij overleed in 1980 op 79-jarige leeftijd.